# Joop van Nellen
Johannes Cornelis "Joop" van Nellen (Delft, 1910. március 15. – Delft, 1992. november 14.) holland válogatott labdarúgó.
A holland válogatott tagjaként részt vett az 1934-es világbajnokságon.